# Hôtel d'Entrechaux
L'hôtel d'Entrechaux, aussi appelé hôtel Garnier est un hôtel particulier situé 32 cours Mirabeau, à Aix-en-Provence dans le département français des Bouches-du-Rhône et la région Provence-Alpes-Côte d'Azur.

## Historique
L'hôtel particulier fut construit vers 1650 pour le procureur Garnier. À la veille de la Révolution, il appartenait à la marquise de Tulles de Villefranche, née Ricard de Brégançon. 
Par la suite, sous le Second Empire, il passa à un certain M. d’Entrechaux, baron, qui lui a laissé son nom.
Au début du XIXe siècle, on y trouvait au rez-de-chaussée la célèbre confiserie aixoise Bicheron, qui devint La Reine Jeanne.

## Architecture
Les boiseries de la porte d'entrée sont d'époque Louis XVI.